# Robin Press
Robin Press, född 21 december 1994 i Uppsala, är en svensk professionell ishockeyspelare som har spelat för Lukko i Liiga där han under två säsonger svarade för 77 poäng på 117 spelade matcher. Efter Säsongen 2020-2021 tilldelades han utmärkelsen Lasse Oksanen för ligans bästa spelare.
Inför säsongen 2021-2022 värvades han till Severstal Tjerepovets i ryska KHL.

## Klubbar
- Almtuna IS, Moderklubb - 2012
- Södertälje SK, 2012 - 2015
- Djurgårdens IF, 2015 - 2017
- Indy Fuel (ECHL), 2016 - 2018
- Rockford IceHogs (AHL), 2016 - 2018
- Färjestad BK, 2018 - 2019
- Lukko, 2019 - 2021